# Bastylia (architektura)

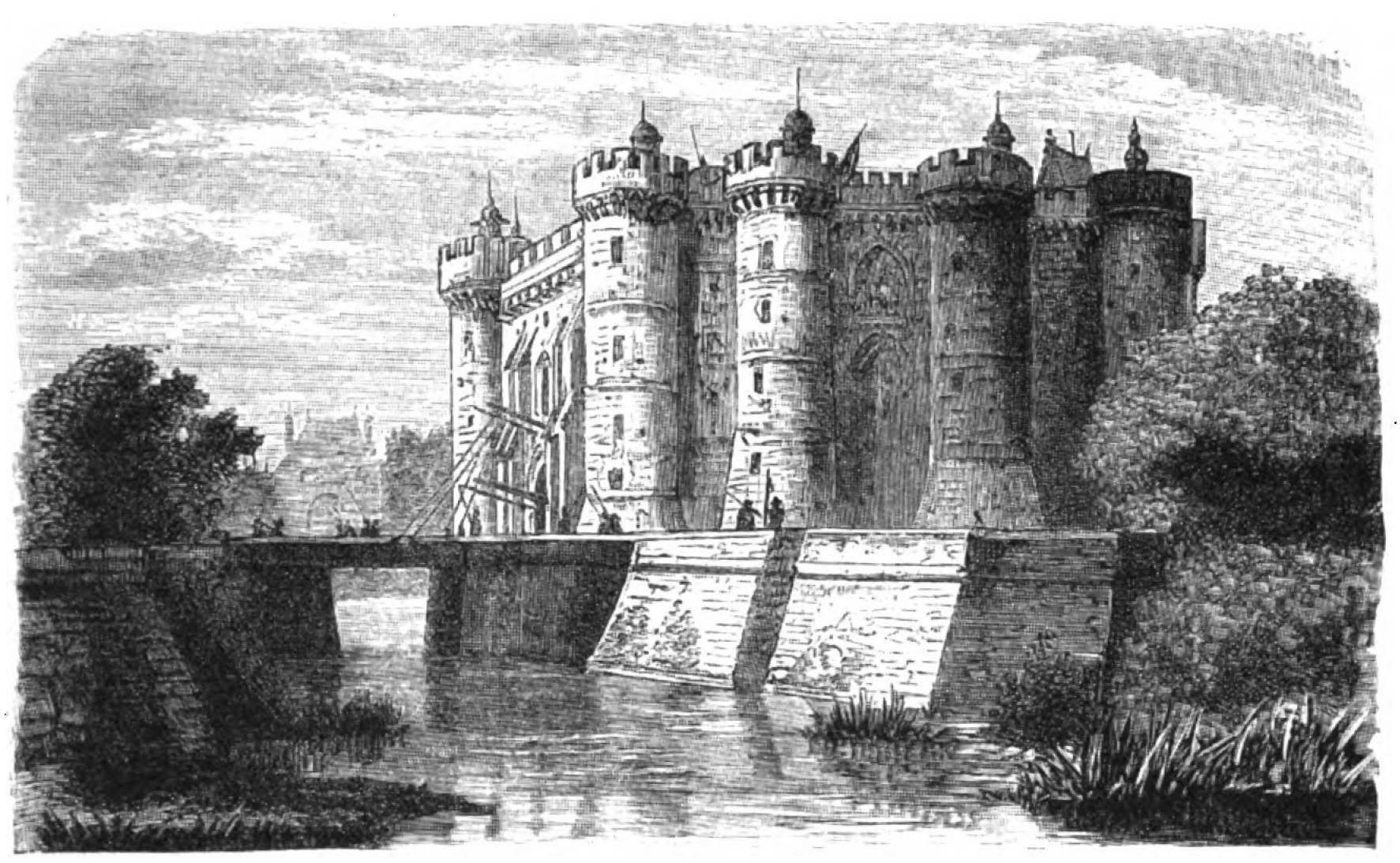
Bastylia

Bastylia – niewielki murowany zamek wznoszony poza murami miasta, służący jego obronie jako samodzielna zewnętrzna fortyfikacja. Zamki takie budowano w okresie średniowiecza.
We Francji bastyliami były nazywane twierdze budowane w różnych lokalizacjach kraju, będące punktami obrony w czasie wewnętrznych zamieszek. Do najbardziej znanych bastylii należy Bastylia (fr. la Bastille) – zamek, który został wybudowany we Francji pod Paryżem w latach 1369–1383, jako część jego umocnień, w celu obrony Bramy Św. Antoniego prowadzącej do miasta, a zdobyty i zburzony przez paryżan 14 lipca 1789 w czasie zamieszek rozpoczynających rewolucję francuską.